# Sceloporus consobrinus
Sceloporus consobrinus är en ödleart som beskrevs av  Baird och GIRARD 1853. Sceloporus consobrinus ingår i släktet Sceloporus och familjen Phrynosomatidae. Inga underarter finns listade i Catalogue of Life.